# Соложенкин, Пётр Михайлович
Пётр Михайлович Соложенкин (род. 30 июня 1930) — таджикистанский и российский учёный (физикохимия), академик АН Таджикской ССР (1973).

## Биография
Родился 30.06.1930 в с. Зуевка Утевского района Куйбышевской области в семье рабочего.
Окончил Иркутский горно-металлургический институт (1953) по специальности «Обогащение полезных ископаемых».
В 1954—1957 гг. аспирант и научный сотрудник Московского института цветных металлов и золота.
В 1958—1971 гг. работал в Институте химии АН Таджикской ССР. В 1971 г. защитил докторскую диссертацию на тему «Исследование взаимодействия минералов и их парамагнитных центров с флотационными реагентами в процессе флотации руд». Доктор технических наук.
В том же году избран членом-корреспондентом, в 1973 г. — академиком АН Таджикской ССР. В 1971—1974 гг. главный учёный секретарь её Президиума, с 1974 — вице-президент академии.
В настоящее время (2017) — главный научный сотрудник отдела Проблем комплексного извлечения минеральных компонентов из природного и техногенного сырья (отдел № 4) ИПКОН РАН.
Научные исследования посвящены физикохимии флотационных процессов и исследованию комплексообразования парамагнитных ионов.

## Сочинения
- Обогащение сурьмяных и ртутных руд [Текст]. — Москва : [б. и.], 1968. — 94 с. : черт.; 21 см. — (Обогащение/ М-во цвет. металлургии СССР. Центр. науч.-исслед. ин-т информации и техн.-экон. исследований цвет. металлургии).
- Контроль содержания металлов в рудных пульпах и растворах методом электронного парамагнитного резонанса [Текст] : [Обзор] / П. М. Соложенкин, Г. Г. Сидоренко. — Москва : [Цветметинформация], 1973. — 60 с. : ил.; 21 см.
- Обогащение сурьмяных руд / П. М. Соложенкин, З. А. Зинченко; Отв. ред. В. А. Глембоцкий. — М. : Наука, 1985. — 180 с. : ил.; 21 см.
- Технология обогащения руд на обогатительных фабриках Таджикской ССР [Текст] : [Обзор] / Госплан ТаджССР. Ин-т науч.-техн. информации и пропаганды. — Душанбе : [б. и.], 1971. — 42 с. : ил.; 20 см.
- Флотационные реагенты / П. М. Соложенкин, Г. Ю. Пулатов, Э. А. Емельянова; Отв. ред. И. А. Глухов. — Душанбе : Дониш, 1980. — 111 с. : ил.; 20 см.
- Электронный парамагнитный резонанс в анализе веществ [Текст] / П. М. Соложенкин; отв. ред. Л. В. Бершов ; АН ТаджССР, Ин-т химии им. В. И. Никитина. — Душанбе : Дониш, 1986. — 290, [1] с. : ил.; 23 см.
- Гальванохимические методы очистки техногенных вод : теория и практика / В. А. Чантурия, П. М. Соложенкин. — Москва : Академкнига, 2005. — 204 с. : ил.; 22 см; ISBN 5-94628-196-8 :

## Награды
- Орден Трудового Красного Знамени (1986)
- Орден «Знак Почёта» (30.06.1980)[1]
- «Заслуженный деятель науки Таджикской ССР»
- Лауреат Премии Совета Министров СССР
- Лауреат Премии Совета Министров Таджикской ССР